# Max Salminen
Max Salminen (Lund, 22 september 1988) is een Zweeds zeiler.
Salminen won samen met Fredrik Lööf de gouden medaille tijdens de Olympische Zomerspelen 2012 in de star. Na afloop van deze spelen stapte Salminen over naar de eenmansboot Finn. Tijdens de Olympische Zomerspelen 2016 behaalde Salminen de zesde plaats. In 2017 werd Salminen in de Finn wereldkampioen. Een jaar later behaalde Salminen de zilveren medaille tijdens de wereldkampioenschappen 2018.

## Resultaten

### Wereldkampioenschappen
| Jaar | Plaats         | Resultaten |
| ---- | -------------- | ---------- |
| 2009 | Halifax        | 81e Laser  |
| 2010 | Rio de Janeiro | 7e star    |
| 2011 | Perth          | 5e star    |
| 2012 | Hyères         | 5e star    |
| 2013 | Tallinn        | 44e finn   |
| 2014 | Santander      | 10e finn   |
| 2015 | Takapuna       | 5e finn    |
| 2017 | Balatonföldvár | 5e finn    |
| 2018 | Aarhus         | finn       |

### Olympische Zomerspelen
| Jaar | Plaats         | Resultaten |
| ---- | -------------- | ---------- |
| 2012 | Londen         | star       |
| 2016 | Rio de Janeiro | 6e Finn    |
| 2020 | Tokio          | 9e Finn    |